# 莱杜尔布
莱杜尔布（法語：Les Dourbes，法語發音：[le duʁb]）是法国上普罗旺斯阿尔卑斯省的一个旧市镇。1974年，莱杜尔布并入市镇迪涅萊班。

## 地理
莱杜尔布（44°3'55.8"N, 6°18'34.3"E）面积20.74 平方千米，位于法国普罗旺斯-阿尔卑斯-蓝色海岸大区上普罗旺斯阿尔卑斯省，该省份为法国东南部内陆省份，北起上阿尔卑斯省，西接沃克吕兹省，西北接德龙省，南至瓦尔省，东临滨海阿尔卑斯省，东北部与意大利接壤。
与莱杜尔布接壤的市镇（或旧市镇、城区）包括：马尔库。
莱杜尔布的时区为UTC+01:00、UTC+02:00（夏令时）。

## 行政
莱杜尔布的邮政编码为，INSEE市镇编码为04071。

## 人口
莱杜尔布于1968年3月1日时的人口数量为61人。